# Liste von Schiffen der Japanischen Maritimen Selbstverteidigungsstreitkräfte

Dienstflagge der Maritimen Selbstverteidigungsstreitkräfte

Diese Liste enthält Kriegsschiffe der Japanischen Maritimen Selbstverteidigungsstreitkräfte.
Die Liste ist nach Schiffstypen und -klassen geordnet, hinter deren Namen jeweils eine Schiffsliste dieser Klasse folgt. Frühere Namen und Kennungen sind in Klammern hinter die gültigen Namen und Kennungen in der Klasse gesetzt.
In Dienst befindliche Schiffstypen und -klassen bzw. Einheiten sind blau unterlegt.

## Überwasser-Kampfeinheiten

### Hubschrauberträger
| Hubschrauberträger | Hubschrauberträger | Hubschrauberträger          | Hubschrauberträger                    | Hubschrauberträger                                 | Hubschrauberträger |
| Klasse             | Schiffe            | Schiffe                     | Schiffe                               | Typ                                                | Bild               |
| Klasse             | Kennung            | Name                        | Dienstzeit00                          | Typ                                                | Bild               |
| ------------------ | ------------------ | --------------------------- | ------------------------------------- | -------------------------------------------------- | ------------------ |
| Hyūga-Klasse       | DDH-181 DDH-182    | Hyūga (ひゅうが) Ise (いせ) | seit 18. März 2009 seit 16. März 2011 | Hubschrauberträger, offiziell Helikopter-Zerstörer |                    |
| Izumo-Klasse       | DDH-183 DDH-184    | Izumo (いずも) Kaga (かが)  | seit 25. März 2015 seit 22. März 2017 | Hubschrauberträger, offiziell Helikopter-Zerstörer |                    |

### Zerstörer
| Zerstörer                                     | Zerstörer                                                                           | Zerstörer | Zerstörer | Zerstörer            | Zerstörer                        |
| Klasse                                        | Schiffe                                                                             | Schiffe | Schiffe | Typ                  | Bild                             |
| Klasse                                        | Kennung                                                                             | Name | Dienstzeit00 | Typ                  | Bild                             |
| --------------------------------------------- | ----------------------------------------------------------------------------------- | --- | --- | -------------------- | -------------------------------- |
| Asakaze-Klasse (amerikanische Gleaves-Klasse) | DD-181 0 DD-182                                                                     | Asakaze (あさかぜ) (ex-USS Ellyson DD-454) Hatakaze (はたかぜ) (ex-USS Macomb DD-458) | 1954–1969 0 1954–1969 | Zerstörer            | Die Asakaze im Jahr 1959         |
| Harukaze-Klasse                               | DD-101 DD-102                                                                       | Harukaze (はるかぜ) Yukikaze (ゆきかぜ) | 1956–1985 | Zerstörer            |                                  |
| Ayanami-Klasse                                | DD-103 DD-104 DD-105 DD-106 DD-110 DD-111 DD-112                                    | Ayanami (あやなみ) Isonami (いそなみ) Uranami (うらなみ) Shikinami (しきなみ) Takanami (たかなみ) Ōnami (おおなみ) Makinami (まきなみ) | 1958–1986 1958–1987 1958–1986 1958–1987 1960–1989 1960–1990 | Zerstörer            |                                  |
| Murasame-Klasse                               | DD-107 DD-108 DD-109                                                                | Murasame (むらさめ) Yūdachi (ゆうだち) Harusame (はるさめ) | 1959–1988 1959–1987 1959–1989 | Zerstörer            |                                  |
| Ariake-Klasse (amerikanische Fletcher-Klasse) | DD-183 0 DD-184                                                                     | Ariake (ありあけ) (ex-USS Heywood L. Edwards DD-663) Yūgure (ゆうぐれ) (ex-USS Richard P. Leary DD-664) | 1959–1974 0 1959–1974 | Zerstörer            | USS Heywood L. Edwards unterwegs |
| Akizuki-Klasse                                | DD-161 DD-162                                                                       | Akizuki (あきづき, „Herbstmond“) Teruzuki (てるづき, „scheinender Mond“) | 1960–1993 | Zerstörer            |                                  |
| Amatsukaze-Klasse                             | DDG-163                                                                             | Amatsukaze (あまつかぜ) | 1965–1995 | Lenkwaffenzerstörer  |                                  |
| Yamagumo-Klasse                               | DD-113 DD-114 DD-115 DD-119 DD-120 DD-121                                           | Yamagumo (やまぐも) Makigumo (まきぐも) Asagumo (あさぐも) Aokumo (あおくも) Akigumo (あきぐも) Yūgumo (ゆうぐも) | 1966–1995 1967–1998 1972–2000 1974–2005 1978–2005 | Zerstörer            |                                  |
| Takatsuki-Klasse                              | DD-164 DD-165 DD-166 DD-167                                                         | Takatsuki (たかつき) Kikuzuki (きくづき) Mochizuki (もちづき) Nagatsuki (ながつき) | 1967–2002 1968–2003 1969–1999 1970–1996 | Zerstörer            |                                  |
| Minegumo-Klasse                               | DD-116 DD-117 DD-118                                                                | Minegumo (みねぐも) Natsugumo (なつぐも) Murakumo (むらくも) | 1968–1999 1969–1999 1970–2000 | Zerstörer            |                                  |
| Haruna-Klasse                                 | DDH-141 DDH-142                                                                     | Haruna (はるな) Hiei (ひえい) | 1973–2009 1974–2011 | Helikopter-Zerstörer |                                  |
| Tachikaze-Klasse                              | DDG-168 DDG-169 DDG-170                                                             | Tachikaze (たちかぜ) Asakaze (あさかぜ) Sawakaze (さわかぜ) | 1976–2007 1979–2008 1983–2010 | Lenkwaffenzerstörer  |                                  |
| Shirane-Klasse                                | DDH-143 DDH-144                                                                     | Shirane (しらね) Kurama (くらま) | 1980–2015 1981–2017 | Helikopter-Zerstörer |                                  |
| Hatsuyuki-Klasse                              | DD-122 DD-123 DD-124 DD-125 DD-126 DD-127 DD-128 DD-129 DD-130 DD-131 DD-132 DD-133 | Hatsuyuki (はつゆき) Shirayuki (しらゆき) Mineyuki (みねゆき) Sawayuki (さわゆき) Hamayuki (はまゆき) Isoyuki (いそゆき) Haruyuki (はるゆき) Yamayuki (やまゆき) Matsuyuki (まつゆき) Setoyuki (せとゆき) Asayuki (あさゆき) Shimayuki (しまゆき) | 1982–2010 1982–2016 1984–2013 1983–2012 1985–2014 1985–2016 1986–2021 1986–2012 1987–2020 1987–1999                                                                      | U-Jagdzerstörer      |                                  |
| Hatakaze-Klasse                               | DDG-171 DDG-172                                                                     | Hatakaze (はたかぜ) Shimakaze (しまかぜ) | 1986–2020 1988–2021 | Lenkwaffenzerstörer  |                                  |
| Asagiri-Klasse                                | DD-151 DD-152 DD-153 DD-154 DD-155 DD-156 DD-157 DD-158                             | Asagiri (あさぎり) Yamagiri (やまぎり) Yūgiri (ゆうぎり) Amagiri (あまぎり) Hamagiri (はまぎり) Setogiri (せとぎり) Sawagiri (さわぎり) Umigiri (うみぎり)                                                                                        | seit 17. März 1988 seit 25. Januar 1989 seit 28. Februar 1989 seit 17. März 1989 seit 31. Januar 1990 seit 14. Februar 1990 seit 6. März 1990 seit 12. März 1991         | U-Jagdzerstörer      |                                  |
| Kongō-Klasse                                  | DDG-173 DDG-174 DDG-175 DDG-176                                                     | Kongō (こんごう) Kirishima (きりしま) Myōkō (みょうこう) Chōkai (ちょうかい) | seit 25. März 1993 seit 16. März 1995 seit 14. März 1996 seit 20. März 1998                                                                                              | Lenkwaffenzerstörer  |                                  |
| Murasame-Klasse                               | DD-101 DD-102 DD-103 DD-104 DD-105 DD-106 DD-107 DD-108 DD-109                      | Murasame (むらさめ) Harusame (はるさめ) Yūdachi (ゆうだち) Kirisame (きりさめ) Inazuma (いなづま) Samidare (さみだれ) Ikazuchi (いかづち) Akebono (あけぼの) Ariake (ありあけ)                                                                    | seit 12. März 1996 seit 17. März 1997 seit 4. März 1999 seit 18. März 1999 seit 15. März 2000 seit 21. März 2000 seit 14. März 2001 seit 19. März 2002 seit 6. März 2002 | U-Jagdzerstörer      |                                  |
| Takanami-Klasse                               | DD-110 DD-111 DD-112 DD-113 DD-114                                                  | Takanami (たかなみ) Ōnami (おおなみ) Makinami (まきなみ) Sazanami (さざなみ) Suzunami (すずなみ) | seit 12. März 2003 seit 13. März 2003 seit 18. März 2004 seit 16. Februar 2005 seit 16. Februar 2006                                                                     | U-Jagdzerstörer      |                                  |
| Atago-Klasse                                  | DDG-177 DDG-178                                                                     | Atago (あたご) Ashigara (あしがら) | seit 15. März 2007 seit 13. März 2008 | Lenkwaffenzerstörer  |                                  |
| Akizuki-Klasse                                | DD-115 DD-116 DD-117 DD-118                                                         | Akizuki (あきづき, „Herbstmond“) Teruzuki (てるづき, „scheinender Mond“) Suzutsuki (すずつき, „kühler Mond“) Fuyuzuki (ふゆつき, „Wintermond“) | seit 14. März 2012 seit 7. März 2013 seit 12. März 2014 seit 13. März 2014                                                                                               | U-Jagdzerstörer      |                                  |
| Asahi-Klasse                                  | DD-119 DD-120                                                                       | Asahi (あさひ, „Morgensonne“) Shiranui (しらぬい, „Meeresleuchten“) | seit 8. März 2018 seit 27. Februar 2019 | U-Jagdzerstörer      |                                  |
| Maya-Klasse                                   | DDG-179 DDG-180                                                                     | Maya (まや) Haguro (羽黒) | seit 19. März 2020 seit 19. März 2021 | Lenkwaffenzerstörer  |                                  |

### Fregatten
| Fregatten                                  | Fregatten | Fregatten | Fregatten | Fregatten       | Fregatten               |
| Klasse                                     | Schiffe | Schiffe | Schiffe | Typ             | Bild                    |
| Klasse                                     | Kennung | Name | Dienstzeit00 | Typ             | Bild                    |
| ------------------------------------------ | --- | --- | --- | --------------- | ----------------------- |
| Kusu-Klasse (amerikanische Tacoma-Klasse)  | PF-281 0 PF-282 0 PF-283 0 PF-284 0 PF-285 0 PF-286 0 PF-287 0 PF-288 0 PF-289 0 PF-290 0 PF-291 0 PF-292 0 PF-293 0 PF-294 0 PF-295 0 PF-296 0 PF-297 0 PF-298 | Kusu (くす) (ex-USS Ogden PF-39) Nara (なら) (ex-USS Machias PF-53) Kashi (かし) (ex-USS Pasco PF-6) Momi (もみ) (ex-USS Poughkeepsie PF-26) Sugi (すぎ) (ex-USS Coronado PF-38) Matsu (まつ) (ex-USS Charlottesville PF-25) Nire (にれ) (ex-USS Sandusky PF-54) Kaya (かや) (ex-USS San Pedro PF-37) Ume (うめ) (ex-USS Allentown PF-52) Sakura (さくら) (ex-USS Carson City PF-50) Kiri (きり) (ex-USS Everett PF-8) Tsuge (つげ) (ex-USS Gloucester PF-22) Kaede (かえで) (ex-USS Newport PF-27) Buna (ぶな) (ex-USS Bayonne PF-21) Keyaki (けやき) (ex-USS Evansville PF-70) Tochi (とち) (ex-USS Albuquerque PF-7) Shii (しい) (ex-USS Long Beach PF-34) Maki (まき) (ex-USS Bath PF-55) | 1953–1976 0 1953–1969 0 1953–1967 0 1953–1940 0 1953–1969 0 1953–1969 0 1953–1976 0 1953–1977 0 1953–1970 0 1953–1971 0 1953–1975 0 1953–1968 0 1953–1972 0 1953–1965 0 1953–1976 0 1953–1969 0 1953–1968 0 1953–1969 | Fregatte        | USS Peoria im Juni 1945 |
| Asahi-Klasse (amerikanische Cannon-Klasse) | DE-262 0 DE-263 | Asahi (あさひ, „Morgensonne“) (ex-USS Amick DE-168) Hatsuhi (はつひ) (ex-USS Atherton DE-169) | 1955–1975 0 1955–1975 | Geleitzerstörer | Die USS Cannon          |
| Akebono-Klasse                             | DE-201 | Akebono (あけぼの) | 1956–1981 | Geleitzerstörer |                         |
| Ikazuchi-Klasse                            | DE-202 DE-203 | Ikazuchi (いかづち) Inazuma (いなづま) | 1956–1976 1956–1977 | Geleitzerstörer |                         |
| Wakaba-Klasse                              | DE-261 | Wakaba (わかば) | 1956–1971 | Geleitzerstörer |                         |
| Isuzu-Klasse                               | DE-211 DE-212 DE-213 DE-214 | Isuzu (いすず) Mogami (もがみ) Kitakami (きたかみ) Ōi (おおい) | 1961–1992 1961–1991 1964–1993 | Geleitzerstörer |                         |
| Chikugo-Klasse                             | DE-215 DE-216 DE-217 DE-218 DE-219 DE-220 DE-221 DE-222 DE-223 DE-224 DE-225                                                                                    | Chikugo (ちくご) Ayase (あやせ) Mikuma (みくま) Tokachi (とかち) Iwase (いわせ) Chitose (ちとせ) Niyodo (によど) Teshio (てしお) Yoshino (よしの) Kumano (まの) Noshiro (のしろ) | 1971–1996 1971–1997 1972–1998 1973–1999 1974–1999 1975–2000 1975–2001 1977–2003 | Geleitzerstörer |                         |
| Ishikari-Klasse                            | DE-226 | Ishikari (いしかり) | 1981–2007 | Geleitzerstörer |                         |
| Yūbari-Klasse                              | DE-227 DE-228 | Yūbari (ゆうばり) Yūbetsu (ゆうべつ) | 1983–2010 1984–2010 | Geleitzerstörer |                         |
| Abukuma-Klasse                             | DE-229 DE-230 DE-231 DE-232 DE-233 DE-234 | Abukuma (あぶくま) Jintsū (じんつう) Ōyodo (おおよど) Sendai (せんだい) Chikuma (ちくま) Tone (とね) | seit Dezember 1989 seit Februar 1990 seit Januar 1991 seit März 1991 seit Februar 1993 | Geleitzerstörer |                         |
| Mogami-Klasse                              | FFM-1 FFM-2 FFM-3 FFM-4 FFM-5 FFM-6 FFM-7 FFM-8 FFM-9 FFM-10 FFM-11 FFM-12                                                                                      | Mogami (もがみ) Kumano (くまの) Noshiro (のしろ) Mikuma (みくま) Yahagi (やはぎ) Agano (あがの) Niyodo (によど) Yūbetsu (ゆうべつ) Natori (なとり) Nagara (ながら) Tatsuta (たつた) Namenlos | seit April 2022 seit März 2022 seit Dezember 2022 seit März 2023 seit Mai 2024 seit Juni 2024 seit Mai 2025 seit Juni 2025 Stapellauf Juni 2024 Stapellauf Dezember 2024 Stapellauf Juli 2025 im Bau                  | Fregatte        |                         |
| New FFM                                    | FFM-13 FFM-14 | Namenlos | in Planung | Fregatte        |                         |

### Schnellboote
| Schnellboote                        | Schnellboote                              | Schnellboote | Schnellboote                                             | Schnellboote          | Schnellboote |
| Klasse                              | Schiffe                                   | Schiffe | Schiffe                                                  | Typ                   | Bild         |
| Klasse                              | Kennung                                   | Name | Dienstzeit00                                             | Typ                   | Bild         |
| ----------------------------------- | ----------------------------------------- | --- | -------------------------------------------------------- | --------------------- | ------------ |
| PT-1-Klasse                         | PT-801 PT-802                             | PT-1/Gyoraitei 1-gō (魚雷艇1号) PT-2/Gyoraitei 2-gō (魚雷艇2号) | 1956–1970                                                | Torpedoschnellboot    |              |
| PT-3-Klasse                         | PT-803 PT-804                             | PT-3/Gyoraitei 3-gō (魚雷艇3号) PT-4/Gyoraitei 4-gō (魚雷艇4号) | 1956–1970                                                | Torpedoschnellboot    |              |
| PT-5-Klasse                         | PT-805 PT-806                             | PT-5/Gyoraitei 5-gō (魚雷艇5号) PT-6/Gyoraitei 6-gō (魚雷艇6号) | 1956–1970                                                | Torpedoschnellboot    |              |
| PT-7-Klasse                         | PT-807 PT-808                             | PT-7/Gyoraitei 7-gō (魚雷艇7号) PT-8/Gyoraitei 8-gō (魚雷艇8号) | 1957–1972 1968–1974                                      | Torpedoschnellboot    |              |
| PT-9-Klasse (britische Dark-Klasse) | PT-809                                    | PT-9/Gyoraitei 9-gō (魚雷艇9号) | 1957–1972                                                | Torpedoschnellboot    |              |
| PT-10-Klasse                        | PT-810                                    | PT-10/Gyoraitei 10-gō (魚雷艇10号) | 1962–1975                                                | Torpedoschnellboot    |              |
| PT-11-Klasse                        | PT-811 PT-812 PT-813 PT-814 PT-815        | PT-11/Gyoraitei 11-gō (魚雷艇11号) PT-12/Gyoraitei 12-gō (魚雷艇12号) PT-13/Gyoraitei 13-gō (魚雷艇13号) PT-14/Gyoraitei 14-gō (魚雷艇14号) PT-15/Gyoraitei 15-gō (魚雷艇15号) | 1971–1990 1972–1991 1974–1993 1975–1994                  | Torpedoschnellboot    |              |
| PG-1-Klasse                         | PG-821 PG-822 PG-823                      | PG-01/Missile-tei 1-gō (ミサイル艇1号) PG-02/Missile-tei 1-gō (ミサイル艇2号) PG-03/Missile-tei 1-gō (ミサイル艇3号)                                                           | 1993–2008 1995–2010                                      | Flugkörperschnellboot |              |
| Hayabusa-Klasse                     | PG-824 PG-825 PG-826 PG-827 PG-828 PG-829 | Hayabusa (はやぶさ, „Wanderfalke“) Wakataka (わかたか) Otaka (おおたか) Kumataka (くまたか) Umitaka (うみたか) Shirataka (しらたか)                                            | seit 25. März 2002 seit 24. März 2003 seit 24. März 2004 | Flugkörperschnellboot |              |

### U-Jagdboote
| U-Jagdboote     | U-Jagdboote                                             | U-Jagdboote | U-Jagdboote                                                           | U-Jagdboote | U-Jagdboote |
| Klasse          | Schiffe                                                 | Schiffe | Schiffe                                                               | Typ         | Bild        |
| Klasse          | Kennung                                                 | Name | Dienstzeit00                                                          | Typ         | Bild        |
| --------------- | ------------------------------------------------------- | --- | --------------------------------------------------------------------- | ----------- | ----------- |
| Kari-Klasse     | PC-301 PC-302 PC-303 PC-304                             | Kari (かり) Kiji (きじ) Taka (たか) Washi (わし) | 1957–1977                                                             |             |             |
| Kamome-Klasse   | PC-305 PC-306 PC-307                                    | Kamome (かもめ) Tsubame (つばめ) Misago (みさご) | 1957–1977                                                             |             |             |
| Hayabusa-Klasse | PC-308                                                  | Hayabusa (はやぶさ, „Wanderfalke“) | 1957–1977                                                             |             |             |
| Umitaka-Klasse  | PC-309 PC-310 PC-317 PC-318                             | Umitaka (うみたか) Otaka (おおたか) Wakataka (わかたか) Kumataka (くまたか)                                                                                   | 1959–1980 1960–1981 1963–1985 1964–1985                               |             |             |
| Mizutori-Klasse | PC-311 PC-312 PC-313 PC-314 PC-315 PC-316 PC-319 PC-320 | Mizutori (みずとり) Yamadori (やまどり) Otori (おおとり) Kasasagi (かささぎ) Hatsukari (はつかり) Umidori (うみどり) Shiratori (しらとり) Hiyodori (ひよどり) | 1960–1981 1960–1982 1960–1981 1960–1982 1963–1984 1965–1986 1966–1987 |             |             |

## U-Boote
| U-Boote                                     | U-Boote                                                                             | U-Boote | U-Boote | U-Boote                                                    | U-Boote |
| Klasse                                      | Schiffe                                                                             | Schiffe | Schiffe | Typ                                                        | Bild    |
| Klasse                                      | Kennung                                                                             | Name | Dienstzeit00 | Typ                                                        | Bild    |
| ------------------------------------------- | ----------------------------------------------------------------------------------- | --- | --- | ---------------------------------------------------------- | ------- |
| Kuroshio-Klasse (amerikanische Gato-Klasse) | SS-501                                                                              | Kuroshio (くろしお) (ex-USS Mingo SS-261) | 1955–1970 |                                                            |         |
| Oyashio-Klasse                              | SS-511                                                                              | Oyashio (おやしお) | 1960–1976 |                                                            |         |
| Hayashio-Klasse                             | SS-521 SS-522                                                                       | Hayashio (はやしお) Wakashio (わかしお) | 1962–1977 1962–1979 |                                                            |         |
| Natsushio-Klasse                            | SS-523 SS-524                                                                       | Natsushio (なつしお) Fuyushio (ふゆしお) | 1963–1978 1963–1980 |                                                            |         |
| Ōshio-Klasse                                | SS-561                                                                              | Ōshio (おおしお) | 1965–1981 |                                                            |         |
| Asashio-Klasse                              | SS-562 SS-563 SS-564 SS-565                                                         | Asashio (あさしお) Harushio (はるしお) Michishio (みちしお) Arashio (あらしお) | 1966–1983 1967–1984 1968–1985 1969–1986 |                                                            |         |
| Uzushio-Klasse                              | SS-566 SS-567 SS-568 SS-569 SS-570 SS-571 SS-572                                    | Uzushio (うずしお) Makishio (まきしお) Isoshio (いそしお) Narushio (なるしお) Kuroshio (くろしお) Takashio (たかしお) Yaeshio (やえしお) | 1971–1987 1972–1988 1972–1992 1973–1993 1974–1994 1976–1985 1978–1996 |                                                            |         |
| Yūshio-Klasse                               | SS-573 SS-574 SS-575 SS-576 SS-577 SS-578 SS-579 SS-580 SS-581 SS-582               | Yūshio (ゆうしお) Mochishio (もちしお) Setoshio (せとしお) Okishio (おきしお) Nadashio (なだしお) Hamashio (はましお) Akishio (あきしお) Takashio (たかしお) Yukishio (ゆきしお) Sachishio (さちしお)                                           | 1980–1999 1981–2000 1982–2001 1983–2003 1984–2001 1985–2006 1986–2004 1987–2005 1988–2008 1989–2006 | Jagd-U-Boot                                                |         |
| Harushio-Klasse                             | SS-583 SS-584 SS-585 SS-586 SS-587 SS-588 SS-589                                    | Harushio (はるしお) Natsushio (なつしお) Hayashio (はやしお) Arashio (あらしお) Wakashio (わかしお) Fuyushio (ふゆしお) Asashio (あさしお) | 1990–2009 1991–2010 1992–2011 1993–2012 1994–2013 1995–2015 1997–2017 | Jagd-U-Boot                                                |         |
| Oyashio-Klasse                              | SS-590 SS-591 SS-592 SS-593 SS-594 SS-595 SS-596 SS-597 SS-598 SS-599 SS-600        | Oyashio (おやしお) Michishio (みちしお) Uzushio (うずしお) Makishio (まきしお) Isoshio (いそしお) Narushio (なるしお) Kuroshio (くろしお) Takashio (たかしお) Yaeshio (やえしお) Setoshio (せとしお) Mochishio (もちしお)                       | 1998–2015 1999–2017 seit 9. März 2000 2001–2023 2002–2025 seit 3. März 2003 seit 8. März 2004 seit 9. März 2005 seit 9. März 2006 seit 28. Februar 2007 seit 6. März 2008                                                       | Jagd-U-Boot                                                |         |
| Sōryū-Klasse                                | SS-501 SS-502 SS-503 SS-504 SS-505 SS-506 SS-507 SS-508 SS-509 SS-510 SS-511 SS-512 | Sōryū (そうりゅう) Unryū (うんりゅう) Hakuryū (はくりゅう) Kenryū (けんりゅう) Zuiryū (ずいりゅう) Kokuryū (こくりゅう) Jinryū (じんりゅう) Sekiryū (せきりゅう) Seiryū (せいりゅう) Shōryū (しょうりゅう) Ōryū (おうりゅう) Tōryū (とうりゅう) | seit 30. März 2009 seit 25. März 2010 seit 14. März 2011 seit 16. März 2012 seit 6. März 2013 seit 9. März 2015 seit 7. März 2016 seit 13. März 2017 seit 14. März 2018 seit 18. März 2019 seit 5. März 2020 seit 24. März 2021 | Jagd-U-Boot mit Außenluftunabhängiger Antriebsanlage (AIP) |         |
| Taigei-Klasse                               | SS-513 SS-514 SS-515 SS-516 SS-517 SS-518 SS-519                                    | Taigei (たいげい) Hakugei (はくげい) Jingei (じんげい) Raigei (らいげい) Chōgei (ちょうげい) Namenlos | seit 9. März 2022 seit 20. März 2023 seit 8. März 2024 seit 6. März 2025 Stapellauf Oktober 2024 im Bau seit Mai 2023 im Bau seit Mai 2024                                                                                      | Jagd-U-Boot                                                |         |

## Minenabwehrfahrzeuge

### Hochseeminensuchboote
| Hochsee-Minensuchboote | Hochsee-Minensuchboote                          | Hochsee-Minensuchboote                                                      | Hochsee-Minensuchboote                                                                     | Hochsee-Minensuchboote | Hochsee-Minensuchboote |
| Klasse                 | Schiffe                                         | Schiffe                                                                     | Schiffe                                                                                    | Typ                    | Bild                   |
| Klasse                 | Kennung                                         | Name                                                                        | Dienstzeit00                                                                               | Typ                    | Bild                   |
| ---------------------- | ----------------------------------------------- | --------------------------------------------------------------------------- | ------------------------------------------------------------------------------------------ | ---------------------- | ---------------------- |
| Sōei-Klasse            | GP-441 (MS-32)                                  | Sōei (桑栄) (ex-SS Sōei Maru)                                               | 1954–1963                                                                                  |                        |                        |
| Yaeyama-Klasse         | MSO-301 MSO-302 MSO-303                         | Yaeyama (やえやま) Tsushima (つしま) Hachijō (はちじょう)                   | 1993–2016 1994–2017                                                                        |                        |                        |
| Awaji-Klasse           | MSO-304 MSO-305 MSO-306 MSO-307 MSO-308 MSO-309 | Awaji (あわじ) Hirado (ひらど) Etajima (えたじま) Nomi (のうみ) 04MSO 06MSO | seit 16. März 2017 seit 16. März 2018 seit 16. März 2021 seit 12. März 2025 im Bau geplant |                        |                        |

### Küstenminensuchboote
| Küsten-Minensuchboote                      | Küsten-Minensuchboote | Küsten-Minensuchboote | Küsten-Minensuchboote | Küsten-Minensuchboote                                         | Küsten-Minensuchboote |
| Klasse                                     | Schiffe | Schiffe | Schiffe | Typ                                                           | Bild                  |
| Klasse                                     | Kennung | Name | Dienstzeit00 | Typ                                                           | Bild                  |
| ------------------------------------------ | --- | --- | --- | ------------------------------------------------------------- | --------------------- |
| Yoshikiri-Klasse                           | MSI-690 (MS-02) MSI-691 (MS-06) MSI-692 (MS-10) MSI-693 (MS-16) MSI-694 (MS-17) MSI-695 (MS-01) MSI-696 (MS-03) MSI-697 (MS-07) MSI-698 (MS-13) MSI-699 (MS-15) MSI-700 (MS-84) (MS-04) 0 (MS-05) 0 (MS-08) 0 (MS-09) 0 (MS-11) 0 (MS-12) 0 (MS-57) 0 (MS-81)/ (PB-20) (MS-82)/ (PB-28) (MS-83)/ (PB-25) (MS-85)/ (PB-14) (MS-86)/ (PB-09) | Yoshikiri (よしきり) (ex-Dai 221-gō Kusen Tokumutei (第221号駆潜特務艇)) Kamozuru (かもづる) (ex-Dai 249-gō Kusen Tokumutei (第249号駆潜特務艇)) Yukari (ゆうかり) (ex-Dai 88-gō Kusen Tokumutei (第88号駆潜特務艇)) Tomozuru (ともづる) (ex-Dai 215-gō Kusen Tokumutei (第215号駆潜特務艇)) Shiratori (しらとり) (ex-Dai 231-gō Kusen Tokumutei (第231号駆潜特務艇)) Chiyozuru (ちよづる) (ex-Dai 171-gō Kusen Tokumutei (第171号駆潜特務艇)) Hatsutaka (はつたか) (ex-Dai 222-gō Kusen Tokumutei (第222号駆潜特務艇)) Umitsubame (うみつばめ) (ex-Dai 72-gō Kusen Tokumutei (第72号駆潜特務艇)) Iwatsubame (いわつばめ) (ex-Dai 99-gō Kusen Tokumutei (第99号駆潜特務艇)) Hayatori (はやとり) (ex-Dai 214-gō Kusen Tokumutei (第214号駆潜特務艇)) Hiyodori (ひよどり) (ex-Dai 203-gō Kusen Tokumutei (第203号駆潜特務艇)) Furutaka (ふるたか) (ex-Dai 241-gō Kusen Tokumutei (第241号駆潜特務艇)) Yamabato (やまばと) (ex-Dai 246-gō Kusen Tokumutei (第246号駆潜特務艇)) Yuhibari (ゆうひばり) (ex-Dai 79-gō Kusen Tokumutei (第79号駆潜特務艇)) Hayataka (はやたか) (ex-Dai 86-gō Kusen Tokumutei (第86号駆潜特務艇)) Hakuo (はくおう) (ex-Dai 90-gō Kusen Tokumutei (第90号駆潜特務艇)) Miyakodori (みやこどり) (ex-Dai 93-gō Kusen Tokumutei (第93号駆潜特務艇)) Nishikidori (にしきどり) (ex-Dai 168-gō Kusen Tokumutei (第168号駆潜特務艇)) Kiji (きじ) (ex-Dai 4-gō Kusen Tokumutei (第4号駆潜特務艇)) Otori (おおとり) (ex-Dai 78-gō Kusen Tokumutei (第78 号駆潜特務艇)) Wakataka (わかたか) (ex-Dai 169-gō Kusen Tokumutei (第169号駆潜特務艇)) Shirasagi (しらさぎ) (ex-Dai 219-gō Kusen Tokumutei (第219号駆潜特務艇)) Otaka (おおたか) (ex-Dai 232-gō Kusen Tokumutei (第232号駆潜特務艇)) | | ehemalige Hilfs-U-Jagdboote der Kaiserlich Japanischen Marine |                       |
| Okichidori-Klasse                          | MSA-451 (MS-68) | Okichidori (おきちどり) (ex-Rettungseinheit 1090) | 1954–1961 |                                                               |                       |
| Yuchidori-Klasse                           | GP-445 (MS-62) | Yuchidori (ゆうちどり) (ex-Rettungseinheit 1536) | 1954–1961 |                                                               |                       |
| Yashima-Klasse (amerikanische YMS-Klasse)  | MSC-651 0 MSC-652 0 MSC-653 0 MSC-654 | Yashima (やしま) (ex-USS AMS-144) Hashima (はしま) (ex-USS AMS-95) Tsushima (つしま) (ex-USS MSC-255) Toshima (としま) (ex-USS MSC-258) | 1954–1970 0 1955–1970 0 1956–1973 0 1957–1973 |                                                               |                       |
| Ujishima-Klasse (amerikanische YMS-Klasse) | MSC-655 0 MSC-656 0 MSC-657 0 MSC-658 0 MSC-659 0 MSC-660 0 MSC-661 0 MSC-662 0 MSC-663 | Ujishima (うじしま) (ex-USS Condor AMS-5) Etajima (えたじま) ex-USS Firecrest AMS-10) Nuwajima (ぬわじま) (ex-USS Heron AMS-18) Yakushima (やくしま) (ex-USS Osprey AMS-28) Ogishima (おぎしま) (ex-USS Pelican AMS-32) Yugeshima (ゆげしま) (ex-USS Swallow AMS-36) Yurishima (ゆりしま) (ex-USS Chatterer AMS-40) Ninoshima (にのしま) (ex-USS Lark AMS-23) Moroshima (もろしま) (ex-USS Hummer AMS-20) | 1955–1966 0 1955–1966 0 1955–1966 0 1955–1966 0 1955–1966 0 1955–1966 0 1955–1966 0 1959–1966 0 1959–1966                                                                    |                                                               |                       |
| Atada-Klasse                               | MSC-601 MSC-602 | Atada (あただ) Itsuki (いつき) | 1957–1972 |                                                               |                       |
| Yashiro-Klasse                             | MSC-603 | Yashiro (やしろ) | 1957–1972 |                                                               |                       |
| Kasado-Klasse                              | MSC-604 MSC-605 MSC-606 MSC-607 MSC-608 MSC-609 MSC-610 MSC-611 MSC-612 MSC-613 MSC-614 MSC-615 MSC-616 MSC-617 MSC-618 MSC-619 MSC-620 MSC-621 MSC-622 MSC-623 MSC-624 MSC-625 MSC-626 MSC-627 MSC-628 MSC-629 | Kasado (かさど) Shisaka (しさか) Kanawa (かなわ) Sakito (さきと) Habushi (はぶし) Kozu (こうづ) Tatara (たたら) Tsukumi (つくみ) Mikura (みくら) Shikine (しきね) Hirado (ひらど) Koshiki (こしき) Hotaka (ほたか) Karato (からと) Hario (はりお) Mutsure (むつれ) Chiburi (ちぶり) Otsu (おおつ) Kudako (くだこ) Rishiri (りしり) Rebun (れぶん) Amami (あまみ) Urume (うるめ) Minase (みなせ) Ibuki (いぶき) Katsura (かつら) | 1958–1987 1958–1973 1959–1974 1960–1972 1960–1975 1960–1976 1962–1974 1962–1976 1963–1978 1964–1980 1965–1981 1966–1982 1967–1983 1967–1984 1968–1984                        |                                                               |                       |
| Takami-Klasse                              | MSC-630 MSC-631 MSC-632 MSC-633 MSC-634 MSC-635 MSC-636 MSC-637 MSC-638 MSC-639 MSC-640 MSC-641 MSC-642 MSC-643 MSC-644 MSC-645 MSC-646 MSC-647 MSC-648 | Takami (たかみ) Io (いおう) Miyake (みやけ) Utone (うとね) Awaji (あわじ) Toshi (とうし) Teuri (てうり) Murotsu (むろつ) Tashiro (たしろ) Miyato (みやと) Takane (たかね) Muzuki (むづき) Yokose (よこせ) Sakate (さかて) Omi (おうみ) Fukue (ふくえ) Okitsu (おきつ) Hashira (はしら) Iwai (いわい) | 1969–1986 1970–1986 1971–1987 1972–1988 1973–1989 1974–1990 1975–1992 1976–1993 1977–1993 1978–1995 1978–1994                                                                |                                                               |                       |
| Hatsushima-Klasse                          | MSC-649 MSC-650 MSC-651 MSC-652 MSC-653 MSC-654 MSC-655 MSC-656 MSC-657 MSC-658 MSC-659 MSC-660 MSC-661 MSC-662 MSC-663 MSC-664 MSC-665 MSC-666 MSC-667 MSC-668 MSC-669 MSC-670 MSC-671 | Hatsushima (はつしま) Ninoshima (にのしま) Miyajima (みやじま) Enoshima (えのしま) Ukishima (うきしま) Oshima (おおしま) Niijima (にいじま) Yakushima (やくしま) Narushima (なるしま) Chichijima (ちちじま) Torishima (とりしま) Hahajima (ははじま) Takashima (たかしま) Nuwajima (ぬわじま) Etajima (えたじま) Kamishima (かみしま) Himeshima (ひめしま) Ogishima (おぎしま) Moroshima (もろしま) Yurishima (ゆりしま) Hikoshima (ひこしま) Awashima (あわしま) Sakushima (さくしま) | 1979–1995 1979–1996 1980–1996 1980–1997 1981–1998 1982–1999 1983–2000 1984–2002 1984–2001 1985–2002 1986–2004 1987–2006 1987–2005 1988–2007 1988–2008 1989–2009 1989–2008    |                                                               |                       |
| Uwajima-Klasse                             | MSC-672 MSC-673 MSC-674 MSC-675 MSC-676 MSC-677 MSC-678 MSC-679 MSC-680 | Uwajima (うわじま) Ieshima (いえしま) Tsukishima (つきしま) Maejima (まえじま) Kumejima (くめじま) Makishima (まきしま) Tobishima (とびしま) Yugeshima (ゆげしま) Nagashima (ながしま) | 1990–2010 1993–2012 1993–2013 1994–2014 1995–2014 1996–2017 1996–2018 |                                                               |                       |
| Sugashima-Klasse                           | MSC-681 MSC-682 MSC-683 MSC-684 MSC-685 MSC-686 MSC-687 MSC-688 MSC-689 MSC-690 MSC-691 MSC-692 | Sugashima (すがしま) Notojima (のとじま) Tsunoshima (つのしま) Naoshima (なおしま) Toyoshima (とよしま) Ukushima (うくしま) Izushima (いずしま) Aishima (あいしま) Aoshima (あおしま) Miyajima (みやじま) Shishijima (ししじま) Kuroshima (くろしま) | 1999–2023 1999–2020 2000–2024 2001–2025 seit 4. März 2002 2003–2024 seit 18. März 2003 seit 16. Februar 2004 seit 9. Februar 2005 seit 8. Februar 2006 seit 23. Februar 2007 |                                                               |                       |
| Hirashima-Klasse                           | MSC-601 MSC-602 MSC-603 | Hirashima (ひらしま) Yakushima (やくしま) Takashima (たかしま) | seit 11. März 2008 seit 6. März 2009 seit 26. Februar 2010 |                                                               |                       |
| Enoshima-Klasse                            | MSC-604 MSC-605 | Enoshima (えのしま) Chichijima (ちちじま) Hatsushima (はつしま) | seit 21. März 2012 seit 21. März 2013 seit 19. März 2015 |                                                               |                       |

### Räumboote
| Räumboote    | Räumboote                                       | Räumboote | Räumboote                     | Räumboote | Räumboote |
| Klasse       | Schiffe                                         | Schiffe | Schiffe                       | Typ       | Bild      |
| Klasse       | Kennung                                         | Name | Dienstzeit00                  | Typ       | Bild      |
| ------------ | ----------------------------------------------- | --- | ----------------------------- | --------- | --------- |
| MSB-1-Klasse | MSB-701 MSB-702 MSB-703 MSB-704 MSB-705 MSB-706 | MSB-1 (掃海艇1号) MSB-2 (掃海艇2号) MSB-3 (掃海艇3号) MSB-4 (掃海艇4号) MSB-5 (掃海艇5号) MSB-5 (掃海艇5号)       | 1957–1973 1957–1974 1959–1974 |           |           |
| MSB-7-Klasse | MSB-707 MSB-708 MSB-709 MSB-710 MSB-711 MSB-712 | MSB-7 (掃海艇7号) MSB-8 (掃海艇8号) MSB-9 (掃海艇9号) MSB-10 (掃海艇10号) MSB-11 (掃海艇11号) MSB-12 (掃海艇12号) | 1973–1992 1974–1996 1975–1997 |           |           |

### Minensuchkontrollboote
| Minensuchkontrollboote | Minensuchkontrollboote                                                                                      | Minensuchkontrollboote | Minensuchkontrollboote                                                | Minensuchkontrollboote                   | Minensuchkontrollboote |
| Klasse                 | Schiffe | Schiffe | Schiffe                                                               | Typ                                      | Bild                   |
| Klasse                 | Kennung | Name | Dienstzeit00                                                          | Typ                                      | Bild                   |
| ---------------------- | --- | --- | --------------------------------------------------------------------- | ---------------------------------------- | ---------------------- |
| Takami-Klasse          | MCL-721 (MSC-645/MST-476)                                                                                   | Fukue (ふくえ) | 1998–1999                                                             | ehemaliges Minensuchboot und Hilfstender |                        |
| Hatsushima-Klasse      | MCL-722 (MSC-655) MCL-723 (MSC-656) MCL-724 (MSC-660) MCL-725 (MSC-664) MCL-726 (MSC-666) MCL-727 (MSC-671) | Niijima (にいじま) 0 Yakushima (やくしま) 0 Hahajima (ははじま) 0 Kamishima (かみしま) 0 Ogishima (おぎしま) 0 Sakushima (さくしま) | 1998–2002 0 1999–2004 0 2002–2006 0 2004–2008 0 2006–2010 0 2008–2013 | ehemalige Minensuchboote                 |                        |
| Uwajima-Klasse         | MCL-728 (MSC-673) MCL-729 (MSC-675) MCL-730 (MSC-676) MCL-731 (MSC-679) MCL-732 (MSC-680)                   | Ieshima (いえしま) 0 Maejima (まえじま) 0 Kumejima (くめじま) 0 Yugeshima (ゆげしま) Nagashima (ながしま)                           | 2010–2014 0 2013–2017 0 2014–2018 2017–2020 2018–2020                 | ehemalige Minensuchboote                 |                        |

### Minenleger
| Minenleger   | Minenleger | Minenleger     | Minenleger   | Minenleger | Minenleger |
| Klasse       | Schiffe    | Schiffe        | Schiffe      | Typ        | Bild       |
| Klasse       | Kennung    | Name           | Dienstzeit00 | Typ        | Bild       |
| ------------ | ---------- | -------------- | ------------ | ---------- | ---------- |
| Erimo-Klasse | AMC-491    | Erimo (えりも) | 1955–1976    |            |            |
| Sōya-Klasse  | MMC-951    | Sōya (そうや)  | 1971–1996    |            |            |

## Amphibische Schiffe

### Landungsschiffe
| Landungsschiffe                                   | Landungsschiffe                     | Landungsschiffe | Landungsschiffe                                             | Landungsschiffe                                           | Landungsschiffe |
| Klasse                                            | Schiffe                             | Schiffe | Schiffe                                                     | Typ                                                       | Bild            |
| Klasse                                            | Kennung                             | Name | Dienstzeit00                                                | Typ                                                       | Bild            |
| ------------------------------------------------- | ----------------------------------- | --- | ----------------------------------------------------------- | --------------------------------------------------------- | --------------- |
| Ōsumi-Klasse                                      | LST-4001 0 LST-4002 0 LST-4003      | Ōsumi (おおすみ) (ex-USS Daggett County LST-689) Shimokita (しもきた) (ex-USS Hillsdale County LST-835) Shiretoko (しれとこ) (ex-USS Nansemond County LST-1064) | 1961–1974 0 1961–1975 0 1961–1976                           | Panzerlandungsschiff                                      |                 |
| Atsumi-Klasse                                     | LST-4101 LST-4102 LST-4103          | Atsumi (あつみ) Motobu (もとぶ) Nemuro (ねむろ) | 1972–1998 1973–1999 1977–2005                               | Panzerlandungsschiff                                      |                 |
| Miura-Klasse                                      | LST-4151 LST-4152 LST-4153          | Miura (みうら) Ojika (おじか) Satsuma (さつま) | 1975–2000 1976–2001 1977–2002                               | Panzerlandungsschiff                                      |                 |
| Yura-Klasse                                       | LSU-4171 LSU-4172                   | Yura (ゆら) Noto (のと) | 1981–2013 1981–2012                                         | Mittleres Landungsschiff                                  |                 |
| Ōsumi-Klasse                                      | LST-4001 LST-4002 LST-4003          | Ōsumi (おおすみ) Shimokita (しもきた) Kunisaki (くにさき) | seit 11. März 1998 seit 12. März 2002 seit 26. Februar 2003 | Amphibious Transport Dock, offiziell Panzerlandungsschiff |                 |
| Nihonbare-Klasse (JGSDF Maritime Transport Group) | LCU-4151 LCU-4152 LCU-4153 LCU-4154 | Nihonbare (にほんばれ) | Stapellauf 29. Oktober 2024 geplant                         | Landungsschiff                                            |                 |
| Yoko-Klasse (JGSDF Maritime Transport Group)      | LSV-4101 LSV-4102                   | Yoko (ようこう) | Stapellauf 28. November 2024 geplant                        | Landungsunterstützungsschiff                              |                 |

### Landungsboote
| Landungsboote                                                     | Landungsboote | Landungsboote | Landungsboote | Landungsboote           | Landungsboote |
| Klasse                                                            | Schiffe | Schiffe | Schiffe | Typ                     | Bild          |
| Klasse                                                            | Kennung | Name | Dienstzeit00 | Typ                     | Bild          |
| ----------------------------------------------------------------- | --- | --- | --- | ----------------------- | ------------- |
| LCM-1001-Klasse (amerikanische Landing Craft, Vehicle, Personnel) | LCM-1001 0 LCM-1002 0 LCM-1003 0 LCM-1004 0 LCM-1005 0 LCM-1006 0 LCM-1007 0 LCM-1008 0 LCM-1009 0 LCM-1010 0 LCM-1011 0 LCM-1012 0 LCM-1013 0 LCM-1014 0 LCM-1015 0 LCM-1016 0 LCM-1017 0 LCM-1018 0 LCM-1019 0 LCM-1020 0 LCM-1021 0 LCM-1022 0 LCM-1023 0 LCM-1024 0 LCM-1025 0 LCM-1026 0 LCM-1027 0 LCM-1028 0 LCM-1029 0 LCM-1030 0 LCM-1031 0 LCM-1032 0 LCM-1033 0 LCM-1034 0 LCM-1035 0 LCM-1036 0 LCM-1037 0 LCM-1038 0 LCM-1039 0 LCM-1040 0 LCM-1041 0 LCM-1042 | Yusotei 1001-gō (輸送艇1001号) (ex-Yorikutei 1001-gō (揚陸艇1001号)) (ex-USN C-201096) Yusotei 1002-gō (輸送艇1002号) (ex-Yorikutei 1002-gō (揚陸艇1002号)) (ex-USN C-201097) Yusotei 1003-gō (輸送艇1003号) (ex-Yorikutei 1003-gō (揚陸艇1003号)) (ex-USN C-201098) Yusotei 1004-gō (輸送艇1004号) (ex-Yorikutei 1004-gō (揚陸艇1004号)) (ex-USN C-201099) Yusotei 1005-gō (輸送艇1005号) (ex-Yorikutei 1005-gō (揚陸艇1005号)) (ex-USN C-201100) Yusotei 1006-gō (輸送艇1006号) (ex-Yorikutei 1006-gō (揚陸艇1006号)) (ex-USN C-201101) Yusotei 1007-gō (輸送艇1007号) (ex-Yorikutei 1007-gō (揚陸艇1007号)) (ex-USN C-201102) Yusotei 1008-gō (輸送艇1008号) (ex-Yorikutei 1008-gō (揚陸艇1008号)) (ex-USN C-201103) Yusotei 1009-gō (輸送艇1009号) (ex-Yorikutei 1009-gō (揚陸艇1009号)) (ex-USN C-201104) Yusotei 1010-gō (輸送艇1010号) (ex-Yorikutei 1010-gō (揚陸艇1010号)) (ex-USN C-201105) Yusotei 1011-gō (輸送艇1011号) (ex-Yorikutei 1011-gō (揚陸艇1011号)) (ex-USN C-201106) Yusotei 1012-gō (輸送艇1012号) (ex-Yorikutei 1012-gō (揚陸艇1012号)) (ex-USN C-201107) Yusotei 1013-gō (輸送艇1013号) (ex-Yorikutei 1013-gō (揚陸艇1013号)) (ex-USN C-201108) Yusotei 1014-gō (輸送艇1014号) (ex-Yorikutei 1014-gō (揚陸艇1014号)) (ex-USN C-201109) Yusotei 1015-gō (輸送艇1015号) (ex-Yorikutei 1015-gō (揚陸艇1015号)) (ex-USN C-201110) Yusotei 1016-gō (輸送艇1016号) (ex-Yorikutei 1016-gō (揚陸艇1016号)) (ex-USN C-201111) Yusotei 1017-gō (輸送艇1017号) (ex-Yorikutei 1017-gō (揚陸艇1017号)) (ex-USN C-201112) Yusotei 1018-gō (輸送艇1018号) (ex-Yorikutei 1018-gō (揚陸艇1018号)) (ex-USN C-201113) Yusotei 1019-gō (輸送艇1019号) (ex-Yorikutei 1019-gō (揚陸艇1019号)) (ex-USN C-201114) Yusotei 1020-gō (輸送艇1020号) (ex-Yorikutei 1020-gō (揚陸艇1020号)) (ex-USN C-201125) Yusotei 1021-gō (輸送艇1021号) (ex-Yorikutei 1021-gō (揚陸艇1021号)) (ex-USN C-201126) Yusotei 1022-gō (輸送艇1022号) (ex-Yorikutei 1022-gō (揚陸艇1022号)) (ex-USN C-201127) Yusotei 1023-gō (輸送艇1023号) (ex-Yorikutei 1023-gō (揚陸艇1023号)) (ex-USN C-201128) Yusotei 1024-gō (輸送艇1024号) (ex-Yorikutei 1024-gō (揚陸艇1024号)) (ex-USN C-201129) Yusotei 1025-gō (輸送艇1025号) (ex-Yorikutei 1025-gō (揚陸艇1025号)) (ex-USN C-201130) Yusotei 1026-gō (輸送艇1026号) (ex-Yorikutei 1026-gō (揚陸艇1026号)) (ex-USN C-201131) Yusotei 1027-gō (輸送艇1027号) (ex-Yorikutei 1027-gō (揚陸艇1027号)) (ex-USN C-201132) Yusotei 1028-gō (輸送艇1028号) (ex-Yorikutei 1028-gō (揚陸艇1028号)) (ex-USN C-201133) Yusotei 1029-gō (輸送艇1029号) (ex-Yorikutei 1029-gō (揚陸艇1029号)) (ex-USN C-201134) Yusotei 1030-gō (輸送艇1030号) (ex-Yorikutei 1030-gō (揚陸艇1030号)) (ex-USN SCD-1-1027) Yusotei 1031-gō (輸送艇1031号) (ex-Yorikutei 1031-gō (揚陸艇1031号)) (ex-USN C-46352) Yusotei 1032-gō (輸送艇1032号) (ex-Yorikutei 1032-gō (揚陸艇1032号)) (ex-USN C-53171) Yusotei 1033-gō (輸送艇1033号) (ex-Yorikutei 1033-gō (揚陸艇1033号)) (ex-USN C-69707) Yusotei 1034-gō (輸送艇1034号) (ex-Yorikutei 1034-gō (揚陸艇1034号)) (ex-USN C-69897) Yusotei 1035-gō (輸送艇1035号) (ex-Yorikutei 1035-gō (揚陸艇1035号)) (ex-USN C-69874) Yusotei 1036-gō (輸送艇1036号) (ex-Yorikutei 1036-gō (揚陸艇1036号)) (ex-USN C-76162) Yusotei 1037-gō (輸送艇1037号) (ex-Yorikutei 1037-gō (揚陸艇1037号)) (ex-USN C-76183) Yusotei 1038-gō (輸送艇1038号) (ex-Yorikutei 1038-gō (揚陸艇1038号)) (ex-USN C-76285) Yusotei 1039-gō (輸送艇1039号) (ex-Yorikutei 1039-gō (揚陸艇1039号)) (ex-USN C-76561) Yusotei 1040-gō (輸送艇1040号) (ex-Yorikutei 1040-gō (揚陸艇1040号)) (ex-USN C-69706) Yusotei 1041-gō (輸送艇1041号) (ex-Yorikutei 1041-gō (揚陸艇1041号)) (ex-USN C-76263) Yusotei 1042-gō (輸送艇1042号) (ex-Yorikutei 1042-gō (揚陸艇1042号)) (ex-USN C-76570) | 1955–1974 0 1955–1974 0 1955–1974 0 1955–1974 0 1955–1974 0 1955–1974 0 1955–1974 0 1955–1974 0 1955–1974 0 1955–1974 0 1955–1974 0 1955–1974 0 1955–1974 0 1955–1974 0 1955–1974 0 1955–1974 0 1955–1974 0 1955–1974 0 1955–1974 0 1955–1974 0 1955–1974 0 1955–1974 0 1955–1974 0 1955–1974 0 1955–1974 0 1955–1974 0 1955–1974 0 1955–1974 0 1955–1974 0 1961–1974 0 1961–1974 0 1961–1974 0 1961–1974 0 1961–1974 0 1961–1974 0 1961–1974 0 1961–1974 0 1961–1974 0 1961–1974 0 1961–1974 0 1961–1974 0 1961–1974 | Kleines Landungsboot    |               |
| LCU-2001-Klasse (amerikanische Landing Craft, Utility)            | LCU-2001 0 LCU-2002 0 LCU-2003 0 LCU-2004 0 LCU-2005 0 LCU-2006 | Yusotei 2001-gō (輸送艇2001号) (ex-Yorikutei 2001-gō (揚陸艇2001号)) (ex-USN LCU-1602) Yusotei 2002-gō (輸送艇2002号) (ex-Yorikutei 2002-gō (揚陸艇2002号)) (ex-USN LCU-1603) Yusotei 2003-gō (輸送艇2003号)) (ex-Yorikutei 2003-gō (揚陸艇2003号) (ex-USN LCU-1604) Yusotei 2004-gō (輸送艇2004号) (ex-Yorikutei 2004-gō (揚陸艇2004号)) (ex-USN LCU-1605) Yusotei 2005-gō (輸送艇2005号) (ex-Yorikutei 2005-gō (揚陸艇2005号)) (ex-USN LCU-1606) Yusotei 2006-gō (輸送艇2006号) (ex-Yorikutei 2006-gō (揚陸艇2006号)) (ex-USN LCU-1607) | 1955–1974 0 1955–1974 0 1955–1974 0 1955–1974 0 1955–1974 0 1955–1974 | Mehrzweck-Landungsboot  |               |
| LSM-3001-Klasse (amerikanische LSM-1-Klasse)                      | LSM-3001 | Yusotei 3001-gō (輸送艇3001号) (ex-Yorikutei 3001-gō (揚陸艇3001号)) (ex-USN LSM-125) | 1957–1974 | Mehrzweck-Landungsboot  |               |
| LCU-1-Klasse                                                      | LCU-2001 LCU-2002 | Yusotei 1-gō (輸送艇1号) Yusotei 2-gō (輸送艇2号) | 1988–2022 seit 11. März 1992 | Mehrzweck-Landungsboot  |               |
| Landing Craft Air Cushion (LCAC)                                  | LCAC-2101 LCAC-2102 LCAC-2103 LCAC-2104 LCAC-2105 LCAC-2106 | Air Cushion-tei 1-gō (エアクッション艇1号) Air Cushion-tei 2-gō (エアクッション艇2号) Air Cushion-tei 3-gō (エアクッション艇3号) Air Cushion-tei 4-gō (エアクッション艇4号) Air Cushion-tei 5-gō (エアクッション艇5号) Air Cushion-tei 6-gō (エアクッション艇6号) | seit 11. März 1998 seit 12. März 2002 seit 26. Februar 2003 | Luftkissen-Landungsboot |               |
| YL-09-Klasse                                                      | YL-12 YL-13 YL-14 YL-15 YL-16 YL-17 YL-18 | | | Mehrzweck-Landungsboot  |               |

## Hilfsschiffe

### Versorgungsschiffe
| Versorger     | Versorger               | Versorger                                       | Versorger                                                | Versorger                                 | Versorger |
| Klasse        | Schiffe                 | Schiffe                                         | Schiffe                                                  | Typ                                       | Bild      |
| Klasse        | Kennung                 | Name                                            | Dienstzeit00                                             | Typ                                       | Bild      |
| ------------- | ----------------------- | ----------------------------------------------- | -------------------------------------------------------- | ----------------------------------------- | --------- |
| Hamana-Klasse | AO-411                  | Hamana (はまな)                                 | 1962–1987                                                | Betriebsstoffversorger (Tanker)           |           |
| Sagami-Klasse | AOE-421                 | Sagami (さがみ)                                 | 1979–2005                                                |                                           |           |
| Towada-Klasse | AOE-422 AOE-423 AOE-424 | Towada (とわだ) Tokiwa (ときわ) Hamana (はまな) | seit 24. März 1987 seit 12. März 1990 seit 29. März 1990 |                                           |           |
| Mashū-Klasse  | AOE-425 AOE-426         | Mashū (ましゅう) Ōmi (おうみ)                   | seit 15. März 2004 seit 3. März 2005                     |                                           |           |
| YOT-01-Klasse |                         | YOT-01 YOT-02                                   | seit 22. April 2022 seit 22. Juli 2022                   | Kleiner Betriebsstofftransporter (Tanker) |           |

### Tender
| Tender          | Tender                              | Tender                                                              | Tender                                | Tender                                                   | Tender |
| Klasse          | Schiffe                             | Schiffe                                                             | Schiffe                               | Typ                                                      | Bild   |
| Klasse          | Kennung                             | Name                                                                | Dienstzeit00                          | Typ                                                      | Bild   |
| --------------- | ----------------------------------- | ------------------------------------------------------------------- | ------------------------------------- | -------------------------------------------------------- | ------ |
| Nasami-Klasse   | MST-471 0 MST-472 (ASS-472)         | Nasami (なさみ) (ex-US Army FS-408) Miho (みほ) (ex-US Army FS-524) | 1957–1971 0 1959–1972                 | Hilfstender für Minensuchboote                           |        |
| Hayatomo-Klasse | MST-461                             | Hayatomo (はやとも) (ex-USS Hamilton County LST-802)                | 1960–1972                             | Tender für Minensuchboote                                |        |
| Hayase-Klasse   | MST-462                             | Hayase (はやせ)                                                     | 1971–2002                             | Tender für Minensuchboote                                |        |
| Kosu-Klasse     | MST-473 (MSC-609) MST-474 (MSC-621) | Kozu (こうづ) 0 Otsu (おおつ)                                       | 1972–1981 0 1981–1986                 | Hilfstender für Minensuchboote, ehemalige Minensuchboote |        |
| Takami-Klasse   | MST-475 (MSC-633) MST-476 (MSC-645) | Utone (うとね) 0 Fukue (ふくえ)                                     | 1986–1993 0 1993–1998                 | Hilfstender für Minensuchboote, ehemalige Minensuchboote |        |
| Uraga-Klasse    | MST-463 MST-464                     | Uraga (うらが) Bungo (ぶんご)                                       | seit 19. März 1997 seit 23. März 1998 | Tender für Minensuchboote                                |        |

### U-Boot-Rettungsschiffe
| U-Boot-Rettungsschiffe | U-Boot-Rettungsschiffe | U-Boot-Rettungsschiffe | U-Boot-Rettungsschiffe | U-Boot-Rettungsschiffe | U-Boot-Rettungsschiffe |
| Klasse                 | Schiffe                | Schiffe                | Schiffe                | Typ                    | Bild                   |
| Klasse                 | Kennung                | Name                   | Dienstzeit00           | Typ                    | Bild                   |
| ---------------------- | ---------------------- | ---------------------- | ---------------------- | ---------------------- | ---------------------- |
| Chihaya-Klasse         | ASR-401                | Chihaya (ちはや)       | 1961–1985              | U-Boot-Rettungsschiff  |                        |
| Fushimi-Klasse         | ASR-402                | Fushimi (ふしみ)       | 1970–2000              | U-Boot-Rettungsschiff  |                        |
| Chiyoda-Klasse         | AS-405                 | Chiyoda (ちよだ)       | 1985–2018              | U-Boot-Rettungstender  |                        |
| Chihaya-Klasse         | ASR-403                | Chihaya (ちはや)       | seit 23. März 2000     | U-Boot-Rettungsschiff  |                        |
| Chiyoda-Klasse         | ASR-404                | Chiyoda (ちよだ)       | seit 20. März 2018     | U-Boot-Rettungsschiff  |                        |

### Schulschiffe
| Schulschiff                | Schulschiff | Schulschiff | Schulschiff                                                                    | Schulschiff | Schulschiff |
| Klasse                     | Schiffe | Schiffe | Schiffe                                                                        | Typ         | Bild        |
| Klasse                     | Kennung | Name | Dienstzeit00                                                                   | Typ         | Bild        |
| -------------------------- | --- | --- | ------------------------------------------------------------------------------ | ----------- | ----------- |
| Katori-Klasse              | TV-3501 | Katori (かとり) | 1969–1998                                                                      |             |             |
| Kashima-Klasse             | TV-3508 | Kashima (かしま) | seit 26. Januar 1995                                                           |             |             |
| Hatsuyuki-Klasse           | TV-3513 (DD-133) TV-3517 (DD-123) TV-3518 (DD-131) TV-3519 (DD-129)                                                       | Shimayuki (しまゆき) 0 Shirayuki (しらゆき) 0 Setoyuki (せとゆき) 0 Yamayuki (やまゆき)                                         | 1999–2021 0 2011–2016 0 2012–2021 0 2016–2020                                  |             |             |
| Asagiri-Klasse             | TV-3515 (DD-152) TV-3516 (DD-151)                                                                                         | Yamagiri (やまぎり) 0 Asagiri (あさぎり)                                                                                        | 2004–2011 0 2005–2012                                                          |             |             |
| Hatakaze-Klasse            | TV-3520 (DDG-171) TV-3521 (DDG-172)                                                                                       | Hatakaze (はたかぜ) 0 Shimakaze (しまかぜ)                                                                                      | seit 19. März 2020 0 seit 19. März 2021                                        |             |             |
| Schul-U-Boote              | | |                                                                                |             |             |
| Klasse                     | Schiffe | Schiffe | Schiffe                                                                        | Typ         | Bild        |
| Klasse                     | Kennung | Name | Dienstzeit00                                                                   | Typ         | Bild        |
| Uzushio-Klasse             | ATSS-8001 (SS-568) ATSS-8002 (SS-569) ATSS-8003 (SS-570) ATSS-8004 (SS-571) ATSS-8005 (SS-572)                            | Isoshio (いそしお) 0 Narushio (なるしお) 0 Kuroshio (くろしお)0 Takashio (たかしお) 0 Yaeshio (やえしお)                        | 1989–1992 0 1990–1993 0 1991–1994 0 1992–1995 0 1994–1996                      |             |             |
| Yūshio-Klasse              | ATSS-8006 (SS-573) ATSS-8007 (SS-574) TSS-3602 (ATSS-8008 / SS-575) TSS-3603 (SS-576) TSS-3604 (SS-578) TSS-3605 (SS-581) | Yūshio (ゆうしお) 0 Mochishio (もちしお) 0 Setoshio (せとしお) 0 Okishio (おきしお) 0 Hamashio (はましお) 0 Yukishio (ゆきしお) | 1996–1999 0 1997–2000 0 1999–2001 0 2001–2003 0 2000–2006 0 2006–2008          |             |             |
| Harushio-Klasse            | TSS-3601 (SS-589) TSS-3606 (SS-585) TSS-3607 (SS-588)                                                                     | Asashio (あさしお) 0 Hayashio (はやしお) 0 Fuyushio (ふゆしお)                                                                  | 2000–2017 0 2007–2011 0 2011–2015                                              |             |             |
| Oyashio-Klasse             | TSS-3608 (SS-590) TSS-3609 (SS-591) TSS-3610 (SS-593) TSS-3611 (SS-594)                                                   | Oyashio (おやしお) 0 Michishio (みちしお) 0 Makishio (まきしお) 0 Isoshio (いそしお)                                            | 2015–2023 0 2017–2025 0 seit 17. März 2023 0 seit 14. März 2025                |             |             |
| Schul-Unterstützungsschiff | | |                                                                                |             |             |
| Klasse                     | Schiffe | Schiffe | Schiffe                                                                        | Typ         | Bild        |
| Klasse                     | Kennung | Name | Dienstzeit00                                                                   | Typ         | Bild        |
| Azuma-Klasse               | ATS-4201 | Azuma (あづま) | 1969–1998                                                                      |             |             |
| Kurobe-Klasse              | ATS-4202 | Kurobe (くろべ) | seit 23. März 1989                                                             |             |             |
| Tenryū-Klasse              | ATS-4203 | Tenryū (てんりゅう) | seit 13. März 2000                                                             |             |             |
| Hiuchi-Klasse              | AMS-4301 AMS-4302 AMS-4303 AMS-4304 AMS-4305                                                                              | Hiuchi (ひうち) Suo (すおう) Amakusa (「あまくさ) Genkai (げんかい) Enshu (えんしゅう)                                          | seit 27. März 2002 seit 26. März 2004 seit 16. März 2004 seit 20. Februar 2008 |             |             |

### Patrouillenboote
| Patrouillenboote                                       | Patrouillenboote | Patrouillenboote | Patrouillenboote | Patrouillenboote                               | Patrouillenboote |
| Klasse                                                 | Schiffe | Schiffe | Schiffe | Typ                                            | Bild             |
| Klasse                                                 | Kennung | Name | Dienstzeit00 | Typ                                            | Bild             |
| ------------------------------------------------------ | --- | --- | --- | ---------------------------------------------- | ---------------- |
| Yuri-Klasse (amerikanische Landing Support Ship Large) | LSSL-401 0 LSSL-402 0 LSSL-403 0 LSSL-404 0 LSSL-405 0 LSSL-406 0 LSSL-407 0 LSSL-408 0 LSSL-409 0 LSSL-410 0 LSSL-411 0 LSSL-412 0 LSSL-413 0 LSSL-414 0 LSSL-415 0 LSSL-416 0 LSSL-417 0 LSSL-418 0 LSSL-419 0 LSSL-420 0 LSSL-421 0 LSSL-422 0 LSSL-423 0 LSSL-424 0 LSSL-425 0 LSSL-426 0 LSSL-427 0 LSSL-428 0 LSSL-429 0 LSSL-430 0 LSSL-431 0 LSSL-432 0 LSSL-433 0 LSSL-434 0 LSSL-435 0 LSSL-436 0 LSSL-437 0 LSSL-438 0 LSSL-439 0 LSSL-440 0 LSSL-441 0 LSSL-442 0 LSSL-443 0 LSSL-444 0 LSSL-445 0 LSSL-446 0 LSSL-447 0 LSSL-448 0 LSSL-449 0 LSSL-450 | Yuri (ゆり) (ex-USS LSSL-104) Kiku (きく) (ex-USS LSSL-57) Hagi (はぎ) (ex-USS LSSL-130) Ran (らん) (ex-USS LSSL-104) Fuji (ふじ) (ex-USS LSSL-75) Bara (ばら) (ex-USS LSSL-78) Sumire (すみれ) (ex-USS LSSL-14) Aoi (あおい) (ex-USS LSSL-98) Keshi (けし) (ex-USS LSSL-114) Ayame (あやめ) (ex-USS LSSL-115) Akane (あかね) (ex-USS LSSL-100) Fuyo (ふよう) (ex-USS LSSL-110) Nogiku (のぎく) (ex-USS LSSL-22) Yamagiku (やまぎく) (ex-USS LSSL-82) Hamagiku (はまぎく) (ex-USS LSSL-87) Isogiku (いそぎく) (ex-USS LSSL-106) Shiragiku (しらぎく) (ex-USS LSSL-72) Iwagiku (いわぎく) (ex-USS LSSL-120) Azami (あざみ) (ex-USS LSSL-27) Kaido (かいどう) (ex-USS LSSL-76) Rindo (りんどう) (ex-USS LSSL-79) Tsutsuji (つつじ) (ex-USS LSSL-101) Himawari (ひまわり) (ex-USS LSSL-102) Hiiragi (ひいらぎ) (ex-USS LSSL-114) Ajisai (あじさい) (ex-USS LSSL-88) Ezogiku (えぞぎく) (ex-USS LSSL-24) Hinagiku (ひなぎく) (ex-USS LSSL-83) Sawagiku (さわぎく) (ex-USS LSSL-84) Tsuta (つた) (ex-USS LSSL-85) Hasu (はす) (ex-USS LSSL-89) Shida (しだ) (ex-USS LSSL-90) Suiren (すいれん) (ex-USS LSSL-94) Yamabuki (やまぶき) (ex-USS LSSL-116) Renge (れんげ) (ex-USS LSSL-126) Sekichiku (せきちく) (ex-USS LSSL-12) Oniyuri (おにゆり) (ex-USS LSSL-13) Yamayuri (やまゆり) (ex-USS LSSL-18) Suzuran (すずらん) (ex-USS LSSL-25) Hamayu (はまゆう) (ex-USS LSSL-68) Shobu (しようぶ) (ex-USS LSSL-96) Kanna (かんな) (ex-USS LSSL-109) Botan (ぼたん) (ex-USS LSSL-129) Himeyuri (ひめゆり) (ex-USS LSSL-20) Sasayuri (ささゆり) (ex-USS LSSL-52) Susuki (すすき) (ex-USS LSSL-58) Karukaya (かるかや) (ex-USS LSSL-67) Kikyo (ききよう) (ex-USS LSSL-119) Keito (けいとう) (ex-USS LSSL-60) Suisen (すいせん) (ex-USS LSSL-74) Yaguruma (やぐるま) (ex-USS LSSL-103) | 1954–1958 0 1954–1958 0 1954–1958 0 1954–1959 0 1954–1960 0 1954–1960 0 1954–1960 0 1954–1958 0 1954–1959 0 1954–1959 0 1954–1958 0 1954–1960 0 1954–1960 0 1954–1960 0 1954–1964 0 1954–1960 0 1954–1959 0 1954–1960 0 1954–1959 0 1954–1959 0 1954–1960 0 1954–1959 0 1954–1959 0 1954–1959 0 1954–1959 0 1954–1959 0 1954–1959 0 1954–1959 0 1954–1959 0 1954–1959 0 1954–1959 0 1954–1960 0 1954–1959 0 1954–1958 0 1954–1958 0 1954–1958 0 1954–1958 0 1954–1958 0 1954–1960 0 1954–1959 0 1954–1958 0 1954–1959 0 1954–1958 0 1954–1958 0 1954–1958 0 1954–1958 0 1954–1958 0 1954–1958 0 1954–1958 0 1954–1958 | ex-amerikanische Landungsunterstützungsschiffe |                  |
| PB-1-Klasse                                            | PB-901 0 PB-902 0 PB-903 0 PB-904 0 PB-905 0 PB-906 0 PB-907 0 PB-911 0 PB-912 0 PB-913 0 PB-914 0 PB-915 0 PB-916 0 PB-917 0 PB-918 | PB-1/Shokaitei 1-gō (哨戒艇1号) (ex-USN C-7765) PB-2/Shokaitei 2-gō (哨戒艇2号) (ex-USN C-8925) PB-3/Shokaitei 3-gō (哨戒艇3号) (ex-USN C-8319) PB-4/Shokaitei 4-gō (哨戒艇4号) (ex-USN C-15907) PB-5/Shokaitei 5-gō (哨戒艇5号) (ex-USN C-25395) PB-6/Shokaitei 6-gō (哨戒艇6号) (ex-USN C-35689) PB-7/Shokaitei 7-gō (哨戒艇7号) (ex-USN C-602200) PB-11/Shokaitei 11-gō (哨戒艇11号) (ex-USN C-60280) PB-12/Shokaitei 12-gō (哨戒艇12号) (ex-USN C-60307) PB-13/Shokaitei 13-gō (哨戒艇13号) (ex-USN C-60310) PB-14/Shokaitei 14-gō (哨戒艇14号) (ex-USN C-60311) PB-15/Shokaitei 15-gō (哨戒艇15号) (ex-USN C-60315) PB-16/Shokaitei 16-gō (哨戒艇16号) (ex-USN C-60338) PB-17/Shokaitei 17-gō (哨戒艇17号) (ex-USN C-60340) PB-18/Shokaitei 18-gō (哨戒艇18号) (ex-USN C-50342) | 1958–1973 0 1958–1973 0 1958–1971 0 1958–1973 0 1958–1972 0 1958–1971 0 1958–1971 0 1958–1971 0 1958–1973 0 1958–1972 0 1958–1972 0 1958–1972 0 1958–1972 0 1958–1973 0 1958–1972 0 | ex amerikanische Hafensicherungsboote          |                  |
| PB-19-Klasse                                           | PB-919 PB-920 PB-921 PB-922 PB-923 PB-924 PB-925 PB-926 PB-927 | PB-19/Shokaitei 19-gō (哨戒艇19号) PB-20/Shokaitei 20-gō (哨戒艇20号) PB-21/Shokaitei 21-gō (哨戒艇21号) PB-22/Shokaitei 22-gō (哨戒艇22号) PB-23/Shokaitei 23-gō (哨戒艇23号) PB-24/Shokaitei 24-gō (哨戒艇24号) PB-25/Shokaitei 25-gō (哨戒艇25号) PB-26/Shokaitei 26-gō (哨戒艇26号) PB-27/Shokaitei 27-gō (哨戒艇27号) | 1971–1992 1972–1994 1973–1998 1973–1999 | Hafensicherungsboote                           |                  |

## Sonstige Einheiten

### Forschungsschiffe
| Forschungsschiff | Forschungsschiff                    | Forschungsschiff                                          | Forschungsschiff                                                                      | Forschungsschiff                   | Forschungsschiff |
| Klasse           | Schiffe                             | Schiffe                                                   | Schiffe                                                                               | Typ                                | Bild             |
| Klasse           | Kennung                             | Name                                                      | Dienstzeit00                                                                          | Typ                                | Bild             |
| ---------------- | ----------------------------------- | --------------------------------------------------------- | ------------------------------------------------------------------------------------- | ---------------------------------- | ---------------- |
| Futami-Klasse    | AGS-5102 AGS-5104                   | Futami (ふたみ) Wakasa (わかさ)                           | 1979–2010 seit 25. Februar 1986                                                       | Ozeanographisches Forschungsschiff |                  |
| Nichinan-Klasse  | AGS-5105                            | Nichinan (ひびき)                                         | seit 24. März 1999                                                                    | Ozeanographisches Forschungsschiff |                  |
| Shōnan-Klasse    | AGS-5106                            | Shōnan (しょうなん)                                       | seit 17. März 2010                                                                    | Ozeanographisches Forschungsschiff |                  |
| Hibiki-Klasse    | AOS-5201 AOS-5202 AOS-5203 AOS-5204 | Hibiki (ひびき) Harima (はりま) Aki (あき) Bingo (びんご) | seit 30. Januar 1991 seit 10. März 1992 seit 4. März 2021 Stapellauf 17. Februar 2025 |                                    |                  |

### Kabelleger
| Kabelleger    | Kabelleger | Kabelleger      | Kabelleger         | Kabelleger | Kabelleger |
| Klasse        | Schiffe    | Schiffe         | Schiffe            | Typ        | Bild       |
| Klasse        | Kennung    | Name            | Dienstzeit00       | Typ        | Bild       |
| ------------- | ---------- | --------------- | ------------------ | ---------- | ---------- |
| Muroto-Klasse | ARC-483    | Muroto (むろと) | seit 13. März 2013 |            |            |

### Eisbrecher
| Eisbrecher     | Eisbrecher | Eisbrecher       | Eisbrecher        | Eisbrecher | Eisbrecher |
| Klasse         | Schiffe    | Schiffe          | Schiffe           | Typ        | Bild       |
| Klasse         | Kennung    | Name             | Dienstzeit00      | Typ        | Bild       |
| -------------- | ---------- | ---------------- | ----------------- | ---------- | ---------- |
| Fuji-Klasse    | AGB-5001   | Fuji (ふじ)      | 1965–1984         |            |            |
| Shirase-Klasse | AGB-5002   | Shirase (しらせ) | 1982–2008         |            |            |
| Shirase-Klasse | AGB-5003   | Shirase (しらせ) | seit 20. Mai 2009 |            |            |

### Erprobungsschiffe
| Erprobungsschiffe | Erprobungsschiffe | Erprobungsschiffe   | Erprobungsschiffe  | Erprobungsschiffe | Erprobungsschiffe |
| Klasse            | Schiffe           | Schiffe             | Schiffe            | Typ               | Bild              |
| Klasse            | Kennung           | Name                | Dienstzeit00       | Typ               | Bild              |
| ----------------- | ----------------- | ------------------- | ------------------ | ----------------- | ----------------- |
| Kurihama-Klasse   | ASE-6101          | Kurihama (くりはま) | 1980–2012          |                   |                   |
| Asuka-Klasse      | ASE-6102          | Asuka (あすか)      | seit 22. März 2015 |                   |                   |

### Wohnschiffe
| Wohnschiffe      | Wohnschiffe | Wohnschiffe          | Wohnschiffe            | Wohnschiffe                                      | Wohnschiffe |
| Klasse           | Schiffe     | Schiffe              | Schiffe                | Typ                                              | Bild        |
| Klasse           | Kennung     | Name                 | Dienstzeit00           | Typ                                              | Bild        |
| ---------------- | ----------- | -------------------- | ---------------------- | ------------------------------------------------ | ----------- |
| Hashidate-Klasse | ASY-91      | Hashidate (はしだて) | seit 30. November 1999 | Eingesetzt nach Katastrophen oder für Zeremonien |             |